# 12-й отдельный гвардейский разведывательный артиллерийский дивизион
12-й отдельный гвардейский разведывательный артиллерийский  Краснознамённый дивизион Резерва Главного Командования — воинское формирование Вооружённых Сил СССР, принимавшее участие в Великой Отечественной войне.
Сокращённое наименование — 12-й огв.радн РГК.

## История
Преобразован из  399-го отдельного армейского разведывательного артиллерийского дивизиона 8 марта 1943 года года в составе 69-й армии Воронежского фронта.
В действующей армии с 8.3.1943 по 05.06.1944.
В ходе Великой Отечественной войны вёл артиллерийскую разведку в интересах артиллерии соединений и объединений  1-го Украинского фронта.
5 июня 1944 года в соответствии с приказом НКО СССР от 16 мая 1944 года №0019, директивы заместителя начальника Генерального штаба РККА от 22 мая 1944 г. №ОРГ-2/476 12-й огв. радн обращён на формирование 24-й гв. пабр  60-й армии.

## Состав
- Штаб
- Хозяйственная часть
- 1-я батарея звуковой разведки (1-я БЗР)
- 2-я батарея звуковой разведки (2-я БЗР)
- батарея топогеодезической разведки (БТР)
- взвод оптической разведки (ВЗОР)
- фотограмметрический взвод (ФГВ)
- хозяйственный взвод

## Подчинение
| Дата             | Фронт                | Армия                    | Корпус | Дивизия | Бригада | Примечания |
| ---------------- | -------------------- | ------------------------ | ------ | ------- | ------- | ---------- |
| 8.3.43 -5.43г.   | 1-й Украинский фронт | -                        | -      | -       | -       | -          |
| 5.43 -23.8.43г   | 1-й Украинский фронт | 6-я гв. армия            | -      | -       | -       | -          |
| 26.8-30.9. 43г.  | 1-й Украинский фронт | 4-я гв. армия 52-я армия | -      | -       | -       | -          |
| 4.10-30.10.1943г | 1-й Украинский фронт | 27-я армия               | -      | -       | -       | -          |
| 1-15.11.1943г    | 1-й Украинский фронт | 38-я армия               | -      | -       | -       | -          |
| 12.43-22.5.1944г | 1-й Украинский фронт | 1-я гв. армия            | -      | -       | -       | -          |
| 22.5-5.6.1944г   | 1-й Украинский фронт | 18-я армия               | -      | -       | -       | -          |

## Командование дивизиона
Командир дивизиона
- гв. майор, гв. подполковник Гвозданный Дмитрий Ефимович

Начальник штаба дивизиона
- гв. капитан Баринов Виктор Иванович
- гв. ст. лейтенант, гв. капитан Апальков Николай Ермилович

Заместитель командира дивизиона по политической части
- гв. капитан Зализняк Даниил Филиппович

Помощник командира дивизиона по снабжению
- гв .капитан Тарасенко Павел Тимофеевич

## Командиры подразделений дивизиона
Командир 1-й БЗР
- гв. ст. лейтенант Музыченко Дмитрий Матвеевич

Командир 2-й БЗР
- гв. капитан  Александров Михаил Александрович
- гв. капитан  Рубис Николай Семёнович

Командир БТР
- гв. ст. лейтенант Филькинштейн Владимир Петрович

Командир ВЗОР
- гв. ст.  лейтенант Хоренков Андрей Васильевич

Командир ФГВ
- гв. лейтенант Минаев Владимир Михайлович

## Награды и почётные наименования
| Награды и наименования        | дата         | за что получена |
| ----------------------------- | ------------ | --- |
| Почётное звание «Гвардейский» | 7.3.43 г.    | присвоено приказом Народного комиссара обороны СССР № 118 от 7 марта 1943 года За проявленную отвагу в боях за Отечество с немецкими захватчиками, за стойкость, мужество, дисциплину и организованность, за героизм личного состава. |
| Орден Красного Знамени        | 9.02.1944 г. | награжден указом Президиума Верховного Совета СССР за образцовое выполнение боевых заданий командования на фронте борьбы с немецкими захватчиками и проявленные при этом мужество и доблесть.                                         |